# Języki w Lesotho
Lesotho jest małym, śródlądowym państwem, będącym enklawą RPA, w którym występuje kilka języków. Są to angielski, phuthi, sotho, xhosa oraz zulu, z których wszystkie oprócz angielskiego należą do nigero-kongijskiej rodziny językowej.

## Język narodowy i języki oficjalne
Język sotho (także sesotho lub sotho południowe) z południowej grupy języków bantu stanowi język narodowy Lesotho i jest używany przez większość Basutosów. Został on uznany za język narodowy przez National and Official Languages Bill i zatwierdzony przez Zgromadzenie Narodowe Lesotho 12 września 1966, która ustanowiła sotho oraz angielski dwoma językami oficjalnymi kraju. Polityka językowa kraju promuje dwujęzyczność, a rozdział 1 Konstytucji Lesotho głosi:

Oficjalnymi językami Lesotho powinny być sotho oraz angielski, a zatem, żaden instrument czy transakcja nie powinna być nieważna z powodu, tylko takiego, że jest wymawiana lub toczona w jednym z tych języków

Soto jest pierwszym językiem z ponad 90% mówiącej w nim populacji i jest „szeroko rozpowszechniony jako medium w codziennej komunikacji”. Angielski jest zarezerwowany do komunikacji oficjalnej takiej jak w rządzie czy administracji, chociaż stopień użycia soto w polityce, sferze religijnej i mediach publicznych wzrasta.
Edukacja podstawowa dzieci ma miejsce w soto przez pierwsze 4 lata, jednakże angielski jest używany do wydawania poleceń podczas pięciu lat szkoły podstawowej. Władanie angielskim jest „szczególnie ważne… dla edukacyjnych, politycznych, społecznych i ekonomicznych operacji na subkontynencie” oraz możliwości uzyskania zatrudnienia w Lesotho i za granicą. Chociaż „wysiłki są przykładane do zagwarantowania, że basutoskie dzieci” nauczą się czytać, mówić i pisać po angielsku, wielu Lesotyjczyków pozostaje osobami jednojęzycznymi.

## Języki mniejszości i imigrantów
Mniejszość mieszkańców szacowana na 248 tys. mówi w zulu, jednym z 11 oficjalnych języków Południowej Afryki. Język phuthi, z grupy nguni blisko spokrewniony z suazi, oficjalnym w Południowej Afryce i Suazi, jest używany przez 43 tys. Lesotyjczyków (dane z 2002). Xhosy, również z grupy języków nguni, używa 18 tys. osób.
Afrikaans, używany głównie w RPA i Namibii, jest językiem imigrantów.